# Гуцулы
Гуцу́лы или Хоцу́лы (укр. гуцули, пол. huculi / hucułowie, рум. huțuli, нем. Huzulen), самоназвания – гуцулы, гирськи — субэтническая группа украинцев, проживающая в Карпатах на территории Покутья, Буковины и Марамуреша, поделённой между Украиной и Румынией. 
Хотя они имеют региональное гуцульское и национальное украинское самосознание, нередко в научных исследованиях рассматриваются как часть более широкой русинской этнической группы (прежде всего, гуцулы Раховского района) наряду с двумя другими группами из приграничного региона Закарпатья — бойками и лемками.
Проживают в Ивано-Франковской, Черновицкой и Закарпатской областях Украины (Верховинский, Яремчанский, южные части Косовского и Надворнянского районов Ивано-Франковской области, Раховский район Закарпатской области). Территория Гуцульщины на Украине — 6,5 тыс. км², также она распространяется на приграничные районы Румынии, где проживают марамарошские гуцулы. Наряду с бойками и лемками считаются автохтонным населением Карпат.
По данным первой Всеукраинской переписи населения 2001 года, 21 400 жителей Украины определили свою принадлежность к этнографической группе гуцулов. Всего по оценочным данным на Украине, в Румынии и других странах живут около 170 тыс. гуцулов.
Религия — христианство: Украинская грекокатолическая церковь и Украинская православная церковь.

## Название
Этимология слова «гуцул» является предметом споров.
По одной версии, название пошло  от родового имени Гуц(ул) у племён белых хорватов (до XI века), ранее заселявших территорию современной  Гуцульщины. Возможно, большой род белых хорватов — гуцев, смешавшихся с племенами уличей,  в X веке, под натиском печенегов и половцев отступили на Прикарпатье и в Карпаты.  Возможно, нынешние гуцулы не являются потомками тех гуцулов из белых хорватов, а лишь унаследовали их самоназвание.
Советский ученый Бронислав Кобылянский утверждал, что гуцулы являются потомками славянского племени уличей, которые переселились в Карпатские горы. Другие (например,  Иван Вагилевич) считали, что название происходит от подплемени половцев или печенегов – древнетюркских уцианов или узян, бежавших от монголов в горы.
По мнению К. Милевского и Юзефа Коженёвского, название «гуцул» изначально было «кочул» («кочевник», ср. литературно-украинское «кочовик»), которое трансформировалось в «коцул», а затем в «гоцул», и относилось к жителям Киевской Руси, бежавшим от монгольского нашествия в Карпаты. 
С. Витвицкий предполагал, что название происходит от имени Гецила, брата князя  Ростислава Моравского, или от названия племени, союзного остготам – горулян-гучан. 
С XIX века распространилась точка зрения (её придерживались Яков Головацкий, Эмиль Калужняцкий, Емельян Огоновский, Иван Крипякевич, Владимир Гнатюк, И. Патруц и другие), согласно которой название "гуцул" происходит от  румынского слова рум. hoţul/hoţ («разбойник)». 

## Культурно-бытовые особенности
Основными занятиями гуцулов издавна были: горно-пастбищное скотоводство, лесные промыслы, сплав леса по горным рекам, пчеловодство. Земледелие (главным образом садоводство и огородничество) имело второстепенное значение. Были развиты художественные промыслы (резьба и выжигание по дереву, инкрустация соломкой, производство кожаных и медных изделий, гончарство, ткачество), отчасти дожившие до наших дней.
Народный музыкальный инструмент гуцулов — тилинка (теленка), открытая флейта без игровых отверстий, из орешника или ивы. А также трембита — народный духовой музыкальный инструмент, род деревянной трубы длиной до четырёх метров, обёрнутой берёзовой корой, без вентилей и клапанов. Трембита использовалась для передачи сигналов на дальние расстояния — это начало сбора овец и скота для выгона на высокогорные пастбища, звучала в Рождество и ещё несколько раз в году. Чабаны в полонинах подавали сигналы о своём местонахождении с отарой в горах. В старину с её же помощью передавали сигнал тревоги и так далее. Кроме того, к традиционным музыкальным инструментам гуцулов относятся гармонь, цимбалы, сопилка (свирель), скрипка и дрымба (варган).
Крайне сильны у гуцулов клановые взаимоотношения, принцип старшинства в роду, землячество.

## Язык
На территории современной Украины основным средством общения гуцулов являются гуцульские говоры, в настоящее время вытесняются украинским языком, в Румынии говорят как на гуцульских говорах, так и на румынском языке.
Для гуцульских говоров характерны схожие с остальными галицко-буковинскими, а также с русинскими говорами падежные окончания имён женского рода в форме творительного падежа единственного числа: жінка — жінков [жiнкоў] (укр. литер. жінкою).
В лексиконе и в названиях мест немало румынизмов, что свидетельствует о романском субстрате, адстрате, суперстрате.

## История
До Первой мировой войны они находились в составе Австро-Венгрии: часть гуцульских земель входила в состав Цислейтании, а часть — в состав Транслейтании (с 1867 года), а после 1920 года гуцульские земли находились под властью Польши, Румынии и Чехословакии.
В 1918 году гуцулы создали просуществовавшую недолгое время Гуцульскую республику.
Прикарпатская Русь, отошедшая после 1918 года к Чехословакии, а в 1939 году после захвата Польшей и нацистской Германией Чехословакии вновь досталась Венгрии.
До 1945 года гуцулы были разобщены. В 1939 году территория Гуцульщины (кроме Южной Мараморощины, оставшейся в составе Румынского королевства) была включена в состав УССР.

## В кинематографе
- Песня про Довбуша — художественный фильм 1941 года, работу над которым прервала война (сценарист Л. Дмитерко, режиссёр И. Кавалеридзе).
- Олекса Довбуш — художественный фильм 1960 года, снятый по сценарию предыдущего (режиссёр В. Иванов).
- Аннычка — чёрно-белый художественный фильм 1968 года режиссёра Бориса Ивченко, снятый на киностудии им. А. Довженко.
- Тени забытых предков — художественный фильм 1964 года по мотивам одноимённой повести Михаила Коцюбинского (режиссёр С. Параджанов), «Киностудия им. А. Довженко».
- Трембита — художественный фильм, советская музыкальная кинокомедия 1968 года по одноимённой оперетте Юрия Милютина.
- Белая птица с чёрной отметиной — художественный фильм 1972 года, режиссёр Ю. Ильенко, соавтор сценария и композитор И. Миколайчук.
- Каменная душа — художественный фильм 1989 года о жизни опришков на Гуцульщине в XIX веке.
- Последний москаль — украинский комедийный телесериал производства телекомпании «1+1»
- Гуцулка Ксеня (по мотивам песни Гуцулка Ксеня).